# Jakob Pärn
Jakob Pärn (Torma, 1843. október 30. – Elva, 1916. október 6.) észt író, tanár.

## Élete
A kelet-észtországi Tormában járt iskolába, itt ismerkedett meg Carl Robert Jakobsonnal, akinek apja Pärn iskolai tanára volt. Pärn később Jakobson Sakala című lapjának munkatársa lett. 1865 és 1869 közt a tartui tanítóképzőben tanult, majd 1869-től 1871-ig Põltsamaában, 1871-től 1882-ig Lihulában volt tanár. 1883 és 1908 közt az Otepää-i plébánia iskolájának vezetője volt. Ezt követően nem sokkal halála előttig mint tanár tevékenykedett a valmierai tanárképző főiskolán. A tartui Raadi-temetőben nyugszik. 
Az észt nemzeti ébredés korában az észt nemzettudat egyik kiemelkedő képviselője volt. Szorgalmazta az észt heteromómia felszámolását, számos újságcikket, felvilágosító iratot és tankönyvet publikált. Irodalmi munkásságában is az észt hazafias eszméket képviselte, gyermekkönyvei, pedagógiai munkái és emlékiratai mellett különösen ismertek szépirodalmi alkotásai. 1879-ben debütált mint prózaíró  Uni ei anna uuta kuube, magamine maani särki című novellájával. Legfontosabb munkái az Oma tuba, oma luba ehk Lahvardi Kristjani ja metsavahi Leenu armastuse lugu (1879), a Wilhelm (1879), a Juhan ja Adele (1879), a Lahtine aken (1882), a Must kuub (1883) és a Jumala abiga omast jõust (1884) című novellák.

## Fordítás
- Ez a szócikk részben vagy egészben  a   Jakob Pärn című német Wikipédia-szócikk ezen változatának fordításán alapul.  Az eredeti cikk szerkesztőit annak laptörténete sorolja fel. Ez a jelzés csupán a megfogalmazás eredetét és a szerzői jogokat jelzi, nem szolgál a cikkben szereplő információk forrásmegjelöléseként.